# Otto Neurath
Otto Karl Wilhelm Neurath (* 10. Dezember 1882 in Wien, Österreich-Ungarn; † 22. Dezember 1945 in Oxford) war ein österreichischer Nationalökonom, Wissenschaftstheoretiker, Arbeiter- und Volksbildner und Grafiker. Mit Isotype entwickelte er im Rahmen seiner Museumspädagogik einen Vorläufer der Piktogramme.

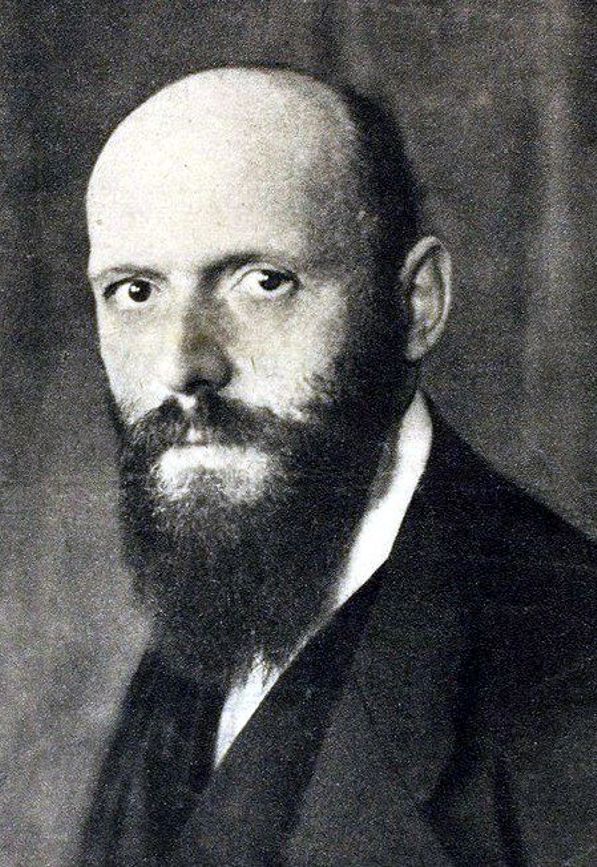
Otto Neurath

## Leben

### Werkbezogene Biografie
Otto Neurath studierte ab 1901 in Wien und Berlin Mathematik, Ökonomie, Geschichte und Philosophie. Er wurde 1906 in Berlin zum Thema Zur Anschauung der Antike über Handel, Gewerbe und Landwirtschaft von Gustav von Schmoller und Eduard Meyer promoviert. Im selben Jahr gab er das 1839 erschienene und bald vergessene Faust-Drama von Hermann Ludwig Wolfram neu heraus und versah es mit einer knapp 500-seitigen bio-bibliografischen Einleitung, die bis heute die umfangreichste Arbeit zu diesem Autor darstellt.
Als Mitglied des Ersten Wiener Kreises nahm er ab 1907 an – zunächst sehr informellen – interdisziplinären Treffen von Wiener Wissenschaftlern teil, die wissenschaftstheoretische Problemstellungen diskutierten. 1924 wurden die Treffen mit der Gründung des Wiener Kreises in eine formellere Form überführt, die eine weite Verbreitung des diskutierten Gedankengutes erschloss und letztlich zu internationaler Etablierung führte (s. Wissenschaftstheorie).
Währenddessen war Neurath von 1907 bis 1914 Lehrer der Politischen Ökonomie an der Neuen Wiener Handelsakademie. Außerdem unternahm er 1913 als Stipendiat der Carnegie-Stiftung für Internationalen Frieden Studienreisen in die Balkanregion, in der er die wirtschaftlichen Zusammenhänge der Balkankriege untersuchte und hierzu zahlreiche Schriften publizierte.
1914 bis 1918 leistete Neurath Kriegsdienst und wurde 1916 in die Wirtschaftsabteilung im k.u.k. Kriegsministerium berufen. Weiterhin habilitierte er sich 1917 in Politischer Ökonomie an der Universität Heidelberg über Die Kriegswirtschaftslehre und ihre Bedeutung für die Zukunft (s. Nationalökonomie).
Ab 1918 war er Direktor des Deutschen Kriegswirtschafts-Museums in Leipzig.
In der Bayerischen Räterepublik schlug Neurath 1919 die Gründung eines Zentralwirtschaftsamtes vor und wurde dessen Präsident. Weil er in dieser Funktion den Versuch unternahm, eine geldlose Wirtschaft zu installieren, wurde er nach der Niederschlagung der Räterepublik durch preußische Truppen wegen Beihilfe zum Hochverrat für 18 Monate inhaftiert. Nach diplomatischer Intervention der österreichischen Regierung kam er wieder frei und wurde nach Österreich ausgeliefert, durfte allerdings Deutschland als persona non grata bis 1926 nicht betreten und verlor so seine Privatdozentenstelle bei Max Weber in Heidelberg.
Zurück in Österreich, gründete Neurath 1920 den Österreichischen Verband für Siedlungs- und Kleingartenwesen und wurde zu dessen Generalsekretär (s. Siedlungspolitik). In dieser Funktion widmete er sich innerhalb volksbildnerischer Ausstellungen erstmals der bildlichen Vermittlung von Wissen und entwickelte erste Vermittlungszeichen.
Im Zuge dessen gründete er 1924 das Museum für Siedlung und Städtebau, das 1925 erweitert und umbenannt wurde zum Gesellschafts- und Wirtschaftsmuseum Wien (GWM) (heute Österreichisches Gesellschafts- und Wirtschaftsmuseum). Hier arbeitete er in einem Team von Experten (darunter ab 1929 der Grafiker Gerd Arntz unter Festanstellung) intensiv an der Entwicklung von Vermittlungszeichen, die, möglichst standardisiert, zu Vermittlungstafeln kombiniert wurden und im Museum zur Ausstellung kamen. Auf diese Weise entstand die Wiener Methode der Bildstatistik (s. Arbeiter- und Volksbildung). Zahlreiche Publikationen Neuraths sowie Ausstellungen des GWM und weiterer Museen flankierten diese Entwicklung und verhalfen der Bildstatistik zu internationaler Verbreitung.
Politisch seit Jahren im Austromarxismus engagiert, wurde Neurath nach der Machtübernahme der klerikal-autoritären Dollfuß-Regierung als ein Vertreter des besiegten Roten Wiens politisch verfolgt (s. Politisches Engagement). Nach mehreren Verhaftungsversuchen im Jahre 1934 sah sich Neurath zur Flucht gezwungen, als die bis dahin erarbeiteten Ausstellungsexponate des GWM einem ungeklärten Brand zum Opfer fielen; sie sind lediglich durch Publikationen indirekt erhalten geblieben. Neurath und vier Mitarbeiter des GWM emigrierten nach Den Haag, wo sie in der 1932 gegründeten International Foundation for Visual Education weiterhin an der Entwicklung der Wiener Bildstatistik arbeiteten. Diese wurde fortan als ISOTYPE bezeichnet (International System Of TYpographic Picture Education).
Vor der deutschen Besetzung flüchtete Neurath 1940 (mit nur noch einer Mitarbeiterin) weiter nach England, wo er interniert wurde. Er kam nach neun Monaten auf Intervention von Kollegen frei – darunter Albert Einstein – und ließ sich in Oxford nieder. Während einer zweisemestrigen Lehrtätigkeit an der Oxford University gründete er 1941 das Isotype-Institut, in dem die Arbeit an und mit dem Isotype fortgeführt wurde.
Am 1. Dezember 1945 berichtete die sozialdemokratische Wiener Arbeiter-Zeitung unter dem Titel Ein Wiedergefundener in warmherzigen Worten, Otto Neurath habe vor wenigen Tagen in der Abendsendung des britischen Rundfunks für Österreich gesprochen. Die Redaktion drückte die Hoffnung aus, man werde ihn wieder in Wien hören und seine Bildstatistiken sehen. Neurath starb wenige Tage später in Oxford, ohne Wien noch einmal gesehen zu haben.

### Familie und Persönlichkeit
Neurath war der Sohn von Wilhelm Neurath, Nationalökonom, und Gertrud Kaempffert. Er war dreimal verheiratet. Als Student lernte er die Nationalökonomin und Frauenrechtlerin Anna Schapire kennen, die er 1907 heiratete und mit der er 1911 einen Sohn bekam. Mit ihr veröffentlichte er gemeinsam 1910 das Lesebuch der Volkswirtschaftslehre. Anna starb bei der Geburt des Sohnes Paul Martin. Die Mathematikerin Olga Hahn, bereits eine Jugendfreundin und wie ihr Bruder Hans Hahn und Neurath selbst Mitglied des Wiener Kreises, heiratete Neurath 1912. Die beiden konnten allerdings aufgrund der Blindheit Olgas seinen Sohn zunächst nicht versorgen und gaben ihn für einige Jahre in ein Heim bei Linz. Mit Olgas zunehmender Selbstständigkeit wurde Paul 1921 nach Wien in den Familienhaushalt zurückgeholt. Mit ihr publizierte er 1909 und 1910 drei mathematische Abhandlungen. Olga starb 1937. 1941 heiratete er seine langjährige Mitarbeiterin Marie Reidemeister, die seine Arbeit am Isotype über seinen Tod hinaus bis in die 1970er Jahre fortführte und 1986 starb.
Otto Neurath wird gemeinhin beschrieben als vielseitig Gelehrter mit breitem sowie „tieffundiertem Wissen“ und „lebhafter Vorstellungskraft“. Seine „lebenslustige“, „anregende“, „aufregende“ und „besessene“ Art von „sprudelnder Vitalität“ und „sprengender Energie“ schlug sich als Antriebs- und Tatkraft zur Publikation von ca. 150 Schriften verschiedener Fachgebiete nieder, zur Organisation etlicher internationaler Kongresse zur Wissenschaftstheorie und damit zur Wegbereitung einer entsprechenden Bewegung. Mit seiner „Unermüdlichkeit“ schuf er ebenso den Aufbau eines internationalen Ausstellungsnetzes eng kooperierender Arbeiter- und Volksbildungsmuseen und ermöglichte letztlich wohl erst die Kontinuität und fortschreitende Manifestierung der bildpädagogischen Arbeit trotz widrigster Umstände. Nach der ersten Flucht etwa mussten in Den Haag Anschlussmöglichkeiten an die vorherigen Arbeiten aufgetan und jahrelange finanzielle Schwierigkeiten wegen mangelnder Aufträge überwunden werden. Er war offensichtlich nicht nur präsent durch seine „Lebhaftigkeit“ und seinen „Witz“, sondern ebenso durch seine hünenhafte Physis, aufgrund der er gerne mit einer Elefantenzeichnung signierte.

## Werk und Wirken

### Nationalökonomie
Otto Neurath definierte die Aufgabe der wissenschaftlichen Nationalökonomie soziologisch: Sie sollte das Verhältnis zwischen ihren Institutionen und deren Nutzen für die Gesellschaft untersuchen, innerhalb welcher sie verortet ist.
Die Gegenstände seiner eigenen Untersuchungen entsprechen dieser Aufgabendefinition. Zudem werden sie von der These geprägt, dass die Geldwirtschaft nicht das System darstellt, das den Gesellschaften am meisten nutzen kann. Insofern untersuchte Neurath vorwiegend die soziologische Funktion alternativer Systeme: Von Kriegszeiten ausgehend, deren Wirtschaftssysteme auf Not gründen und durch Naturaltausch konstituiert werden, entwickelte er geldlose Wirtschaftsideen für Zeiten des Friedens.
Daraus resultierend verfolgte er im Zusammenhang sozialistisch geprägter Überzeugungen theoretisch das Ziel der Planwirtschaft, versuchte sie allerdings in der Bayerischen Räterepublik ebenso politisch zu implementieren. Insofern wechselte er gleichsam von der wissenschaftlichen Erkenntnisarbeit zur gesellschaftspolitischen Umsetzung.
Neuraths letzte ökonomische Publikation erschien 1918. Dies legt nebst der Betrachtung seines weiteren Werkes den Schluss nahe, dass die Ökonomie für Neurath nach seiner Habilitation theoretisch an Bedeutung verlor. Zum einen hat der Verlust der Privatdozentenstelle bei Max Weber das Ende seiner wissenschaftlichen Laufbahn herbeigeführt (s. Werkbezogene Biografie). Zum anderen wurde diese Ambition wohl zugunsten gesellschaftlicher – auch ökonomischer – Gestaltungsinteressen zurückgestellt.

### Wissenschaftstheorie
Bereits im Urkreis oder Ersten Wiener Kreis seit 1907 und späterhin im Wiener Kreis bis 1934, zählte Neurath zu den Hauptmitgliedern, die kontinuierlich an den Treffen teilnahmen und die im Kreis geführte wissenschaftstheoretische Diskussion entscheidend prägten. Der im Kreis entwickelte Ansatz wurde als Logischer Empirismus bekannt, formierte sich nicht zuletzt durch Neuraths organisatorische Triebkraft bald als Bewegung und hat als solche die Wissenschaftstheorie des folgenden Jahrhunderts wesentlich beeinflusst.
Über die drei im Kreis gemeinhin anerkannten theoretischen Grundfiguren des Empirismus, der Logik und der Sprachkritik hinaus herrschten unter den Kreismitgliedern zum Teil große Meinungsverschiedenheiten. So kann der Kreis aufgrund der offenen, diskursiven Atmosphäre aus wechselnden Übereinstimmungen und Divergenzen keineswegs als monolithisches Gebilde begriffen werden.
Dementsprechend zeichnet sich auch Neurath durch eine spezifische Perspektive auf den Gegenstand aus. Zusammenfassend kann formuliert werden, dass die wissenschaftstheoretische Konzeption Otto Neuraths eine Einheitswissenschaft darstellt, die grundsätzlich logisch-empiristisch bestimmt ist. Über diese im Kreis weitestgehend geteilte Grundlage hinaus ist seine Einheitswissenschaft zudem strikt antimetaphysisch, induktiv, sprachkritisch, physikalistisch, als Ganzes konsensuell und enzyklopädisch konstituiert.

### Politisches Engagement
Im Roten Wien der Zwischenkriegszeit war Neurath im Austromarxismus engagiert. Konkret schlug sich sein Engagement vor allem in zwei zum Teil zusammenhängenden Bereichen nieder, nämlich in der Siedlungspolitik und in der Wiener Bildungslandschaft.

#### Siedlungspolitik
1920 wurde Neurath Generalsekretär des von ihm gegründeten Österreichischen Verbandes für Siedlungs- und Kleingartenwesen. Mit diesem Verband engagierte er sich für die Siedlungspolitik in Wien anhand von Direkthilfen für Siedler, einer Schule und Ausstellungen.
Zur Dauerausstellung von Exponaten einer Freiluftausstellung gründete Neurath 1923 das Museum für Siedlung und Städtebau. Es wurde umbenannt und erweitert, insofern seine Exponate in ein umfassenderes Konzept integriert wurden: Das Gesellschafts- und Wirtschaftsmuseum Wien beinhaltete die Abteilungen Arbeit und Organisation, Siedlung und Städtebau, Sozialhygiene und Sozialversicherung sowie Geistesleben und Schule (s. Das Museum als Bildungsstätte).
Während Neurath die Siedlungspolitik in den darauffolgenden 20 Jahren als ein Teil einer umfassenderen gesellschaftlichen Gestaltung thematisierte, erhielt er in England 1945 erneut Gelegenheit, sie am konkreten Fall zu erproben. Die Industriestadt Bilston lud ihn ein, sie bei der Niederreißung von Slums und dem Bau der modernen Gartenstadt Stowlawn Estate für niedrige Einkommen zu beraten. Er entwarf sodann eine bildpädagogische Ausstellung mit Plänen der Neugestaltung, um die Bevölkerung zu informieren und nach ihren Vorstellungen zu befragen.  Bevor das Projekt allerdings gänzlich abgeschlossen werden konnte, starb Neurath.

#### Volks- und Arbeiterbildung
Die Wiener Bildungslandschaft war vor allem durch zwei Bildungsbewegungen geprägt, die in der Bildungspraxis gewisse didaktische und personelle Parallelen aufwiesen: Die bürgerlich-liberale Volksbildung und sozialistische Arbeiterbildung. Neurath war in beiden Bewegungen gleichermaßen engagiert.
Er hielt in den drei bürgerlichen Volkshochschulen Vorträge und publizierte neben Büchern, die sich explizit an ein breites Publikum richteten, regelmäßig Artikel in bürgerlichen Blättern und Zeitschriften wie die Österreichische Gemeinde-Zeitung, Die Wage. Blätter für Bürgerleben, Wissenschaft und Kultur,  Der Kunstwart, Aus Natur und Geisteswelt. Sammlung wissenschaftlich-gemeinverständlicher Darstellungen oder Neues Frauenleben.
Außerdem lehrte er Wirtschaftsgeschichte in der Arbeiterhochschule und publizierte Artikel in sozialdemokratischen und sozialistischen Blättern wie der Berliner Zeitschrift Arbeiterfreund, in Kultur und Fortschritt, Der Kampf, Arbeiter-Zeitung, Die Glocke und in der Schriftenreihe Neue Menschen.
Über die Aktivitäten in etablierten Bildungsinstitutionen und -medien hinaus war Neurath zudem in eigens von ihm konzipierten oder mitbegründeten Institutionen engagiert. Die Siedlungsschule etwa war eine Bildungsinstitution, wenn auch relativ zweckgebunden (s. Österreichischer Verband für Siedlungs- und Kleingartenwesen). Auch die bereits erwähnte logisch-empiristische Enzyklopädie sollte nicht nur der Kommunikation des Forscherkollektivs dienen, sondern ebenso der Vermittlung des wissenschaftlichen Wissens an die Gesellschaft (s. Enzyklopädie).
Auch der 1928 gegründete Allgemeine naturwissenschaftliche Bildungsverein Ernst Mach (VEM) trug den Untertitel Verein zur Verbreitung von Erkenntnissen der exakten Wissenschaften und vermittelte  anhand von Kursen, Vorträgen, Vorlesungen, Führungen und Exkursionen wissenschaftliche Inhalte.
Eine weitaus größere Relevanz kam in Neuraths Bildungspraxis allerdings seinem Wirken im Gesellschafts- und Wirtschaftsmuseum Wien zu (s. Museumspädagogik). Auch hier vereinigte er bürgerlich-volksbildnerische und sozialistisch-arbeiterbildnerische Ideen.

##### Museumspädagogik
Das im Jänner 1925 als Verein gegründete Gesellschafts- und Wirtschaftsmuseum Wien (GWM) wurde getragen von der Gemeinde Wien, den Freien Gewerkschaften, der Arbeiterkammer, den Konsumgenossenschaften, verschiedenen Sozialversicherungsinstituten und der Arbeiterbank.
Das GWM verstand sich als Volksinstitut für soziale Aufklärung. Mit seinem aufklärerischen Selbstverständnis vermittelte es sozialwissenschaftliche und volkswirtschaftliche Wissensbestände, die wissenschaftlich generiert wurden.
Methodisches Zentrum des GWM bildet die hier eingesetzte Wiener Bildpädagogik, später Isotype, ihre Entwicklung, Systematisierung, Archivierung und Verteilung. Sie unterscheidet demnach das GWM von den etablierten Institutionen der Wiener Bildungslandschaft und ist als sein Alleinstellungsmerkmal zu verstehen.
Nach der notwendigen Flucht 1934 und der Verlagerung der bildpädagogischen Arbeiten nach Den Haag wurde die Zentral- und Verteilerfunktion des GWM abgelöst vom Mundaneum Den Haag, die bildpädagogische Weiterentwicklung übernahm die International Foundation for Visual Education Den Haag und späterhin das Isotype-Institute in Oxford. Nach Neuraths Tod zog Marie Neurath mit dem Isotype-Institute nach London um und führte die bildpädagogischen Arbeiten bis in die 1970er Jahre fort. Die Mundaneum-Idee Neuraths wurde mehr und mehr von der Arbeit an bildpädagogischen Publikationen verdrängt, die mit einer Wandlung im bildpädagogischen Selbstverständnis einherging.

##### Bildpädagogik: Die Wiener Methode der Bildstatistik oder Isotype
Ab 1925 arbeiteten Neurath und das Team des GWM systematisch an der Entwicklung einer Bildmethode (s. Museumspädagogik). Neurath nannte sie Wiener Methode der Bildstatistik und benannte sie 1934 in ISOTYPE um, das als Akronym für International System of TYpographic Picture Education steht.
Die Bildpädagogik sollte aufgrund ihrer hohen Rezeptionsfähigkeit volkswirtschaftlich-statistisches Wissen auch solchen Interessierten effizient vermitteln, die über die Schriftsprache nicht oder nur begrenzt verfügten. Sie sollte zur intellektuellen Eigentätigkeit aktivieren und aufgrund ihrer unkonventionellen bzw. bildungsbürgerfernen Methode psychische Hemmungen abbauen und eine eigene Bildungskultur entwickeln. Aufgrund ihrer Neutralität und wissenschaftlichen Korrektheit empfiehlt sie sich, so die Annahme Neuraths, als Vermittlungsmethode gerade im Hinblick auf Bildungsbemühungen, die ihrem Anspruch nach nicht suggestiv, imperativ oder wertend sein wollen. (s. Isotype.)
Nach Neuraths Tod übernahm Marie Neurath die Arbeit mit dem Isotype und übergab nach der Einstellung ihrer Tätigkeit 1971 das verbliebene Material des Isotype Institutes dem Fachbereich für Typografische und Grafische Kommunikation der Universität Reading. Dort wurde es als Otto and Marie Neurath Isotype Collection archiviert.

## Rezeption
Die Philosophie Otto Neuraths, vor allem die Wissenschaftstheorie, ist weitgehend beschrieben, sein Einfluss auf die Entwicklung des Wiener Kreises und die Historie der Wissenschaftstheorie expliziert.
Die Aufarbeitung Neuraths als Siedlungspolitiker und Architekt wurde 2008 durch eine Ausstellung im Stroom Den Haag aufgenommen und mit einer Publikation flankiert.
Eine nicht wissenschaftliche, sehr alltägliche Form der Rezeption hat sich in Bezug auf die Bildpädagogik Neuraths durchgesetzt: Die einzelnen Zeichen, aus denen die Vermittlungsbilder zusammengesetzt wurden und die bei Neurath nur vermittlungssystematisch gedacht wurden, sind uns heute als Piktogramme, Icons oder Symbolicons im Internet, in Bahnhöfen und Flughäfen allgegenwärtig. Sie haben sich, auch wenn sie wenig mit der ursprünglichen Vermittlungsidee gemein haben, in ihrer sehr reduzierten Form als Massenkommunikationsmittel etabliert.
Werden die Piktogramme seit Jahrzehnten relativ unreflektiert eingesetzt, sind in den letzten Jahren Kommunikationswissenschaftler daran, Neurath als deren Urheber historisch aufzuarbeiten und ihre Leistung kommunikationswissenschaftlich zu untersuchen.
Von Erziehungswissenschaftlern waren Neuraths Bildungsbegriff und Methodenkonzeption bis auf beiläufige Erwähnungen weitgehend unbeachtet geblieben und sind erst 2015 hinreichend auf den erziehungswissenschaftlichen Beitrag hin analysiert worden.
In Wien-Donaustadt (22. Bezirk) wurde im Jahr 1949 die Dr.-Otto-Neurath-Gasse nach ihm benannt.
Der weltweit bislang einzige Otto Neurath Gedenkraum mit dem Untertitel „Sprechende Zeichen“ zur Würdigung des Lebens und Werks von Otto Neurath sowie zur Darstellung der Rezeption seines bildpädagogischen Schaffens wurde im Februar 2013 vom österreichischen Bundespräsidenten Dr. Heinz Fischer eröffnet. Dieser Gedenkraum befindet sich im Österreichischen Gesellschafts- und Wirtschaftsmuseum in Wien.
Weiterhin ist in der Arbeit des heutigen Österreichischen Gesellschafts- und Wirtschaftsmuseums noch immer die Prägung der bildpädagogischen Konzeption Neuraths deutlich.

## Veröffentlichungen (Auswahl)
- Antike Wirtschaftsgeschichte. Wien, 1909.
- Lesebuch für Volkswirtschaftslehre. Wien 1910.
- Durch die Kriegswirtschaft zur Naturalwirtschaft. Callwey, München 1919.
- Anti-Spengler. Callwey, München 1921.
- Wirtschaftsplan und Naturalrechnung. Von der sozialistischen Lebensordnung und vom kommenden Menschen. E. Laub, Berlin 1925.
- mit Rudolf Carnap und Hans Hahn: Wissenschaftliche Weltauffassung – der Wiener Kreis. Veröffentlichungen des Vereins Ernst Mach, Wien 1929.
- Gesellschaft und Wirtschaft. 100 Bildtafeln. Bibliographisches Institut Leipzig, Leipzig 1931.
- Empirische Soziologie. Der wissenschaftliche Gehalt der Geschichte und Nationalökonomie. Springer, Wien 1931.
- Bildstatistik nach Wiener Methode in der Schule. Deutscher Verlag für Jugend und Volk, Wien/Leipzig 1933.
- Museums of the Future. In: Survey Graphic. Band 22.9. New York 1933.
- Einheitswissenschaft und Psychologie. Wien 1933.
- International Picture Language. (= Psyche Miniatures). Kegan Paul, London 1936.
- Inventory of the Standard of Living (Lebenslage). In: Max Horkheimer (Hrsg.): Zeitschrift für Sozialforschung. Jahrgang 4, (Paris) 1937, S. 140–151.
- Basic by Isotype (= Psyche Miniatures). Kegan Paul, London 1937.
- Unified Science as Encyclopedic Integration. In: International Encyclopedia of Unified Science. Band 1, Nr. 1. University of Chicago Press, Chicago 1938, S. 1–27.
- als Hrsg. mit Niels Bohr, John Dewey, Bertrand Russell, Rudolf Carnap und Charles W. Morris: Encyclopedia and Unified Science (= International Encyclopedia of Unified Science. Band 1, Nr. 1). Chicago 1938.
- Modern Man in the Making. Knopf, New York 1939.
- Foundations of the Social Sciences (= International Encyclopedia of Unified Science. Band 2, Nr. 1). Chicago 1944; 7. Auflage 1966.

### Posthum
- From Hieroglyphics to Isotype. Future Books, London 1946.
- From Hieroglyphics to Isotype: A Visual Autobiography. Princeton Architectural Press, 2010.
- Otto Neurath: Philosophy between Science and Politics (Ideas in Context). Nancy Cartwright u. a., Cambridge Arch. Press, 2008.
- Wissenschaftliche Weltauffassung, Sozialismus und logischer Empirismus. Rainer Hegselmann (Hrsg.). Suhrkamp, Frankfurt am Main 1979.
- Gesammelte philosophische und methodologische Schriften (Band 1+2). Rudolf Haller und Heiner Rutte (Hrsg.). HTP, Wien 1981.
- Gesammelte bildpädagogische Schriften (Band 3). Rudolf Haller und Robin Kinross. HTP, Wien 1991.
- Gesammelte ökonomische, soziologische und sozialpolitische Schriften (Band 4+5). Rudolf Haller und Ulf Höfer (Hrsg.). HTP, Wien 1998.
- Otto Neurath: Rationalität, Planung, Vielfalt. Elisabeth Nemeth, Richard Heinrich (Hrsg.). Akademie Verlag, Berlin 1999.
- Rudolf Carnap | Otto Neurath. Briefwechsel. Herausgegeben von Christian Damböck und Johannes Friedl und Ulf Höfer, Meiner Verlag, Hamburg 2024 (Open-Access-PDF).